# Manuel Bretón Romero
Manuel Bretón Romero (Madrid, 1 de noviembre de 1946) es un militar español retirado. Presidente de Caritas Española y de la Fundación FOESSA (Fomento de estudios Sociales y de Sociología Aplicada), vinculada a Cáritas (desde 2017).

## Biografía
Tras su paso por la Academia Militar de Zaragoza (1964-1968) obtuvo el despacho de teniente de Artillería. Desde entonces desempeñó diversas responsabilidades: ayudante de campo, y posteriormente, secretario personal del Rey; jefe de gabinete de los ministros de Defensa Federico Trillo y José Bono.
En el extranjero, participó en el Eurocuerpo. Fue agregado de Defensa en las Embajadas de España en Alemania, Austria y Suiza. Es secretario general de EuroDefense-España, un think tank de carácter independiente y altruista dedicado al apoyo y asesoramiento a las autoridades en temas relacionados con la defensa.
Tras concluir su último destino profesional, en la jefatura del mando de Adiestramiento y Doctrina del Ejército, en Granada, asumió la dirección de Caritas Castrense, que había sido creada por el obispo Juan del Río Martín.
Casado, con cinco hijos y once nietos, Bretón habla varios idiomas y está en posesión de diversas distinciones civiles y militares.